# Jamil Sidqi al-Zahawi
Jamil Sidqi al-Zahawi (arabiska جميل صدقي الزهاوي), född 1863, död 1936, var en irakisk författare och vetenskapsman med kurdisk bakgrund. Han var professor i arabisk litteratur vid universitetet i Istanbul, därefter i islamsk rätt vid universitetet i Bagdad. Han var politiskt radikal och en stark förkämpe för kvinnors rättigheter. Han stod för en rik litterär produktion med politiska, samhälleliga och filosofiska ämnen. Hans poesi var nyskapande både innehållsmässigt och till formen.